# Ichneumon haeselbarthi
Ichneumon haeselbarthi är en stekelart som beskrevs av Heinrich 1973. Ichneumon haeselbarthi ingår i släktet Ichneumon och familjen brokparasitsteklar. Inga underarter finns listade i Catalogue of Life.